# Якуб Голубек
Якуб Голубек (словац. Jakub Holúbek, нар. 12 січня 1991, Тренчин, Словаччина) — словацький футболіст, фланговий півзахисник польського клубу «П'яст» та національної збірної Словаччини.

## Ігрова кар'єра

### Клубна
Якуб Голубек є вихованцем футбольної академії клубу «Тренчин» зі свого рідного міста. З 2010 року футболіст потрапив до заявки першої команди. В чемпіонаті Словаччини Голубек вперше вийшов на поле влітку 2011 року. Через два роки — в липні 2013 року півзахисник зіграв свій перший матч у єврокубках. За час виступу у складі «Тренчина» Голубек виграва чемпіонат країни та національний Кубок Словаччини.
У серпні 2016 року Голубек перейшов до складу «Жиліни», де за три роки також став чемпіоном Словаччини.
Влітку 2019 року на правах вільного агента Якуб Голубек перейшов до складу діючого чемпіона Польщі «П'яст».

### Збірна
Якуб Голубек виступав за молодіжну збірну Словаччини. У жовтні 2016 року Голубек дебютував у національній збірній Словаччини.

## Титули
Тренчин
 Чемпіон Словаччини (2): 2014/15, 2015/16
 Переможець Кубка Словаччини (2): 2014/15, 2015/16
Жиліна
 Чемпіон Словаччини: 2016/17